# Alexys Brunel
Pour les articles homonymes, voir Brunel.

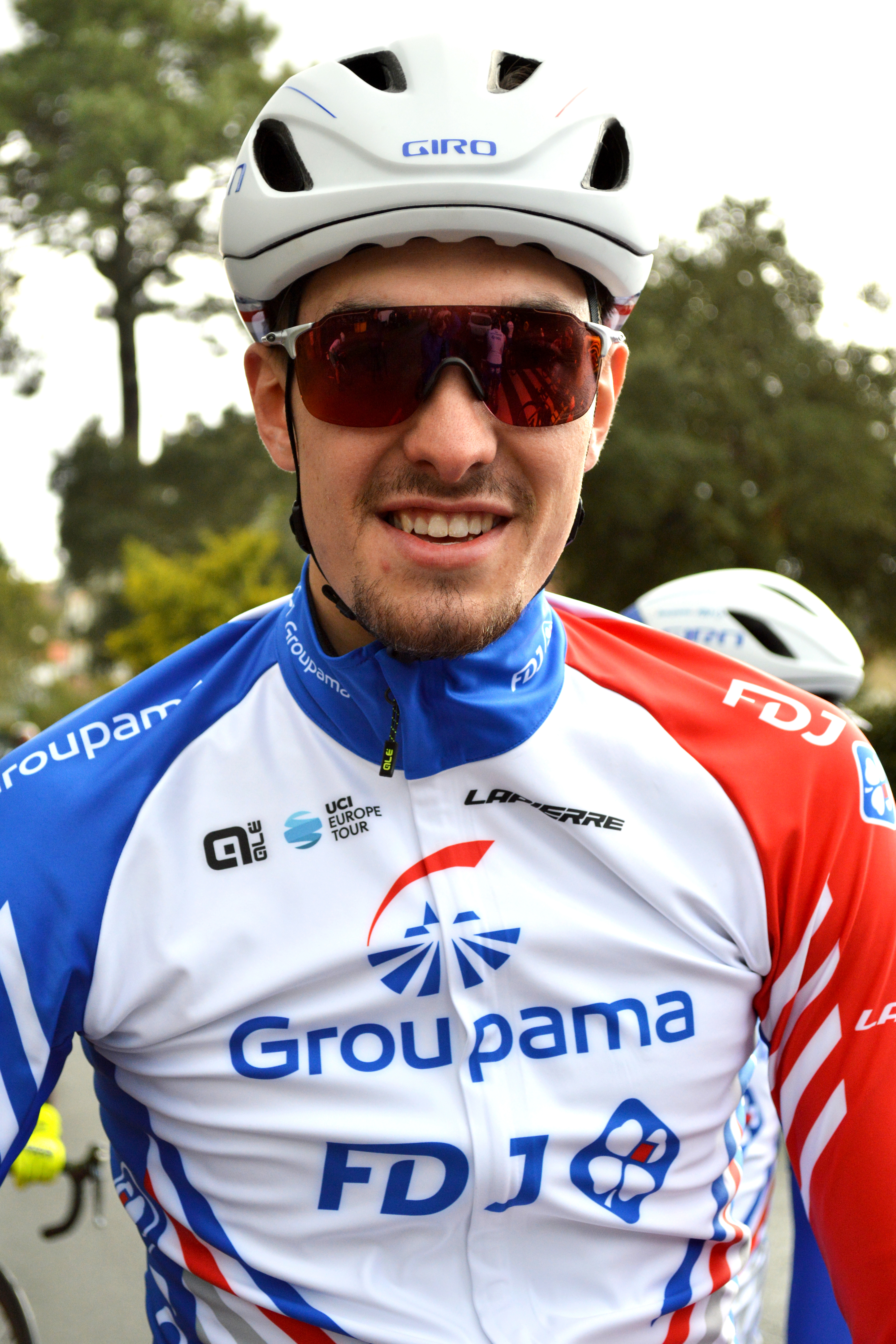
Alexys Brunel lors de l'Essor basque 2019.

Alexys Brunel, né le 10 octobre 1998 à Boulogne-sur-Mer, est un coureur cycliste français, professionnel entre 2019 et 2022 et à partir de 2025.

## Biographie

### Débuts dans le cyclisme
Venu de l'athlétisme, il commence le vélo en fin d'année 2014 dans l'équipe Dunkerque Littoral Juniors, dès l'année suivante il s'impose comme étant l'un des meilleurs juniors français, en remportant notamment le Vélo d'or Juniors et en terminant vice champion de France sur route et du contre-la-montre. Sa deuxième année chez les juniors est marquée par son titre de champion d'Europe du contre-la-montre juniors à domicile. 
En 2017, il intègre le CC Étupes, équipe de Division nationale 1, pour sa première année chez les espoirs. Il est suivi pour la saison 2017 par l'équipe WorldTour FDJ, avec qui, il effectue un stage du 12 au 16 janvier. Il devient  champion de France du contre-la-montre espoirs au cours de l'été. En 2018, il est champion de France du contre-la-montre amateurs. En août, il est stagiaire au sein de l'équipe Groupama-FDJ. Le même mois, il s'adjuge le titre de champion de France du contre-la-montre espoirs. 

### Groupama-FDJ et UAE (2019-2022)
En 2019, il rejoint la nouvelle équipe Continentale Groupama-FDJ, avec laquelle il remporte dès sa première course l'Essor basque. La suite de sa saison est plus difficile, il est notamment renversé par une voiture à l'entraînement et manque les championnats de France. Il effectue un nouveau stage avec la formation WorldTour Groupama-FDJ au second semestre 2019, mais abandonne sur le Tour du Limousin et le Tour du Doubs en raison d'une blessure à un mollet. Il renoue avec le succès en fin de saison avec une victoire en solitaire sur Paris-Tours espoirs.
En 2020, il signe avec l'équipe World Tour de la Groupama-FDJ. Il gagne en février la première étape de l'Étoile de Bessèges. En août, il se classe septième du championnat de France du contre-la-montre remporté par Rémi Cavagna. Laissé libre par la Groupama-FDJ à l'issue de la saison 2021, il signe un contrat de deux ans avec l'équipe UAE Emirates, contrat qu'il rompt en juin 2022, abandonnant sa carrière professionnelle pour raisons personnelles.
En mai 2023, il devient présentateur pour la chaîne YouTube GCN (en)  en français, aux côtés de Maxime Prieur.

### TotalEnergies (2025-)
Fin septembre 2024 il annonce sa signature dans l'équipe TotalEnergies pour faire son retour dans le peloton professionnel en 2025. Le 9 mars 2025, il remporte en solitaire le Grand Prix Jean-Pierre Monseré, au terme d'une échappée de 198 kilomètres.

## Palmarès sur route

### Palmarès amateur
- 2015[9]
  - Boucles de Seine-et-Marne
  - La Philippe Gilbert Juniors
  - 2e du championnat de France sur route juniors
  - 2e du championnat de France du contre-la-montre juniors
  - 2e du Tour de la Région d'Audruicq
  - 3e de La Cantonale
  - 3e du Tour du Canton Aurignac
  - 10e du championnat du monde du contre-la-montre juniors
- 2016
  -  Champion d'Europe du contre-la-montre juniors
  - Gand-Wevelgem juniors
  - Chrono des Nations-Les Herbiers-Vendée juniors
  - 1re étape de La Cantonale Juniors
  - Tour de la Région d'Audruicq
  - 2e du championnat de France du contre-la-montre juniors
  - 2e de La Philippe Gilbert Juniors
  - 2e du Grand Prix de La Londe-les-Maures
  - 3e du Chrono de Touraine-Tauxigny
  - 3e de Zepperen-Zepperen
- 2017
  -  Champion de France du contre-la-montre espoirs
  - Champion de Bourgogne-Franche-Comté du contre-la-montre
  - 1re épreuve des Boucles du Haut-Var
  - 3e étape du Tour Nivernais Morvan (contre-la-montre)
  - Prix de Marchaux
  - 2e de l'Étoile d'or
  - 9e du championnat d'Europe du contre-la-montre espoirs
- 2018
  -  Champion de France du contre-la-montre espoirs
  -  Champion de France du contre-la-montre amateurs
  - Arbent-Bourg-Arbent
  - 2e du championnat de Bourgogne-Franche-Comté du contre-la-montre
  - 2e du championnat de France sur route espoirs
  - 2e du Chrono des Nations espoirs
  - 3e de Liège-Bastogne-Liège espoirs
  - 8e du championnat d'Europe du contre-la-montre espoirs
- 2019
  - Circuit de l'Essor
  - Essor basque
  - Paris-Tours espoirs
  - 3e de la Ronde du Pays basque
- 2022
  - Grand Prix de l'ASC Madiana
  - Tour de Marie-Galante
    - Classement général
    - 1re et 5e (contre-la-montre) étapes

  - 8e étape du Tour de la Guadeloupe (contre-la-montre)

### Palmarès professionnel
- 2020
  - 1re étape de l'Étoile de Bessèges
  - 3e de l'Étoile de Bessèges
- 2021
  - 3e du championnat de France du contre-la-montre
- 2025
  - Grand Prix Jean-Pierre Monseré

## Classements mondiaux
| Année                                 | 2017  | 2018 | 2019  | 2020 | 2021 | 2022  |
| ------------------------------------- | ----- | ---- | ----- | ---- | ---- | ----- |
| Classement mondial                    | 2331e | 732e | 1230e | 405e | 847e | 1675e |
| UCI Europe Tour                       | 1557e | 448e | 855e  | 331e | 652e | 1100e |
|                                       |       |      |       |      |      |       |
| Légende : nc = non classéSource : UCI |       |      |       |      |      |       |

## Distinctions
- Vélo d'or Juniors : 2015